# ベンジャミン・テッテー
ベンジャミン・テッテー（英語: Benjamin Tetteh、1997年7月10日 - ）は、ガーナのサッカー選手。NKマリボル所属。ガーナ代表。ポジションはFW。

## クラブ歴
ドリームスFCから2015年にスタンダール・リエージュに3年契約で移籍し選手となった。同年10月17日にジュピラー・プロ・リーグで選手初出場を記録した。その後、1.FCスロヴァーツコ、ボヘミアンズ1905に期限付き移籍した。
2018年7月にACスパルタ・プラハに完全移籍した。
2020年にイェニ・マラティヤスポルに期限付き移籍すると、翌年7月に完全移籍した。
2022年7月にEFLチャンピオンシップのハル・シティAFCに完全移籍した。同月30日の試合でオスカル・エストゥピニャンに代わって投入されて移籍後初出場を記録した。この試合で彼はペナルティキックを獲得したが、ちょっとした接触で倒れた事に対しては批判された。

## 代表歴
2021年10月9日に行われた2022 FIFAワールドカップ・アフリカ2次予選のジンバブエ代表戦で代表初出場。アフリカネイションズカップ2021のメンバーにも選出されたが、2022年1月16日の同大会・ガボン代表戦でアーロン・ブペンザを殴って94分に退場処分、さらにアフリカサッカー連盟から代表3試合出場停止処分を受けた。